# Dictionnaire critique des historiens de l’art actifs en France de la Révolution à la Première Guerre mondiale
Das Dictionnaire critique des historiens de l’art actifs en France de la Révolution à la Première Guerre mondiale (deutsch Kritisches Lexikon der von der Französischen Revolution bis zum Ersten Weltkrieg tätigen Kunsthistoriker) ist ein Online-Lexikon der in Frankreich zwischen 1789 und 1914 tätigen Kunsthistoriker.
Es ist eine Publikation des Institut national d’histoire de l’art in Paris, Herausgeber sind Philippe Sénéchal und Claire Barbillon. Es enthält z. Zt. etwa 400 Artikel.